# Sân vận động bóng chày Gwangju Mudeung
Sân vận động bóng chày Gwangju Mudeung là sân vận động bóng chày ở Gwangju, Hàn Quốc. Hiện nay nó được sử sụng để phục vụ cho hầu hết các trận bóng chày và là sân nhà của Kia Tigers, trước là Haitai Tigers. Sân vận động này là một trong những sân vận động lâu đời nhất của Hàn Quốc.